# Ripidius maroccanus
Ripidius maroccanus is een keversoort uit de familie waaierkevers (Rhipiphoridae). De wetenschappelijke naam van de soort is voor het eerst geldig gepubliceerd in 1922 door Chobaut.